# Barrage de Pannecière
Le barrage de Pannecière, dit à l'origine barrage de Pannecière-Chaumard, est un barrage hydro-électrique à voûtes multiples et contreforts en béton armé situé sur l'Yonne, au niveau du hameau de Pannecière sur le territoire des communes de Montigny-en-Morvan et Chaumard, dans le département de la Nièvre, en région Bourgogne-Franche-Comté.

## Historique
Le lac-réservoir fut déclaré d'utilité publique par un décret du 8 septembre 1929. Les travaux, exécutés par l'entreprise THEG (Travaux Hydroliques et Entreprises Générales), ne sont engagés qu'en 1938 du fait des difficultés posées par les acquisitions et expropriations : 74 maisons et fermes se trouvent noyées et 540 ha de terres sont à acheter. La guerre interrompt ensuite l'érection du barrage entre 1939 et 1946, qui n'entre en service qu'en 1950.
|                                                                                     |
| Coupe en travers de la partie centrale à voûtes multiples du barrage de Pannecière. |

|                                                |
| Construction du barrage de Pannecière en 1948. |

## Caractéristiques
Le barrage est de type à voûtes multiples et contreforts et est construit en béton armé. La hauteur du lit de la rivière à la crête de l'ouvrage est de 49 m, la longueur du barrage est de 352 m. Le débit de 16 m3/s est turbiné par un groupe Kaplan d'une puissance de 6,5 MW.
Une prise d'eau alimente la centrale hydro-électrique ainsi que l'usine de production d'eau potable du SIAEPA Pannecière. Le barrage est également muni de deux bondes de fond permettant les restitutions.

### articles connexes
- Lac de Pannecière
- Grands lacs du Morvan
- EPTB Seine Grands Lacs